# Zeraïem
De Seder Zeraïem (Hebreeuws: סדר זרעים) is de eerste en tevens kortste van de zes Ordes (Sedarim) van de Misjna. De letterlijke betekenis in het Nederlands van Seder Zeraïem is "Orde van de Zaden." De inhoud handelt over voorschriften die met de akkerbouw in verband staan, vooral die omtrent de verschillende heffingen, die men van zijn veldvruchten verschuldigd was ten behoeve van de armen, priesters en levieten. Gelovige Joden zijn gebonden aan diverse voorschriften met betrekking tot de landbouw en moeten zich houden aan een strikt schema van gebedstijden.
Van alle traktaten van de Seder Zeraïem kent alleen het traktaat Berachot commentaren van rabbijnen in de vorm van Gemara in de Babylonische Talmoed. De traktaten van de Seder Zeraïem zijn ook opgenomen in de Jeruzalemse Talmoed.
Zeraïem is verdeeld in elf traktaten (masechtot):
1. Berachot (ברכות, Lofzeggingen) - dit traktaat handelt over de regels omtrent de (dagelijkse) gebeden en de lofzeggingen, met name het Sjema en de Amida. Het traktaat telt negen hoofdstukken.
2. Pea (פאה, Hoek) - handelt over het gebod die men op het land bij het oogsten voor de armen moet overlaten en verwante voorschriften (Lev. 19:9v., 23:22, Deut. 24:19-22). Het traktaat beslaat acht hoofdstukken.
3. Demai (דמאי, Twijfelachtig) - dit traktaat handelt over vruchten waarvan het niet zeker is, of de verplichte heffingen ervan afgenomen zijn. Zeven hoofdstukken.[2]
4. Kilajiem (כלאים, Tweeërleid, Heterogeen) - dit traktaat gaat over verboden vermengingen van dieren, gewassen en kleding (Lev. 19:9, Deut. 22:9vv.). Het traktaat telt negen hoofdstukken.
5. Sjeviiet (שביעית, Zevende Jaar) - handelt over het onbebouwd laten van de velden in elk zeven jaar en de verplichting om daarin alle schuld kwijt te schelden (Ex. 23:11, Lev. 25:1-8, Deut. 15:1-11).[2] Tien hoofdstukken.
6. Teroemot (תרומות, Heffingen) - dit traktaat handelt over de heffingen ten bate van de kohanim (priesters) (Num. 18:8-20, Deut. 18:4). Dit traktaat telt elf hoofdstukken.
7. Maäsrot (מעשרות, Tienden) ook genaamd Ma'aser Risjon (מעשר ראשון, Eerste Tiende) - over de tienden af te zonderen voor de levieten (Num. 18:21-24). Vijf hoofdstukken.
8. Maäseer Sjeni (מעשר שני, Tweede Tiende) - handelt over de tweede tiende van de vruchten wat men moest eten te Jeruzalem (Deut. 14:22vv.). Vijf hoofdstukken.
9. Challa (חלה, Stuk Deeg, Koek) - dit traktaat handelt over het offerande van deeg dat voor de kohaniem bedoeld was (Nym. 15:18vv.). Dit traktaat telt vier hoofdstukken.
10. Orla (ערלה, Eerste Vruchten) - over het verbod de vruchten die een boom gedurende de eerste drie jaar levert te nuttigen (Lev. 19:23-25). Drie hoofdstukken.
11. Bikoeriem (ביכורים, Eerstelingen) - handelt over de eerstelingen van de vruchten die bedoeld waren voor de Kohaniem en de Tempel en de daarbij uit te spreken van de voorgeschreven formule[3] (Ex. 23:9, Deut. 26:1vv.). Drie of vier hoofdstukken (afhankelijk van de uitgave).

Het eerste traktaat, Berachot, dat uitsluitend over lofprijzingen en gebeden handelt, staat enigszins op zichzelf. De reden dat het traktaat is opgenomen in de sectie Zeraïem is dat voor het nuttigen van voedsel een gebed dient te worden uitgesproken.